# 1235
- Wikisource

| Calendário gregoriano                                                        | 1235 MCCXXXV                                         |
| Ab urbe condita                                                              | 1988                                                 |
| Calendário arménio                                                           | 684 – 685                                            |
| Calendário bahá'í                                                            | -609 – -608                                          |
| Calendário budista                                                           | 1779                                                 |
| Calendário chinês                                                            | 3931 – 3932 Início a 21 de janeiro (aproximadamente) |
| Calendário copta                                                             | 951 – 952                                            |
| Calendário etíope                                                            | 1227 – 1228                                          |
| Calendários hindus - Vikram Samvat - Calendário nacional indiano - Cáli Iuga | 1290 – 1291 1156 – 1157 4335 – 4336                  |
| Calendário Holoceno                                                          | 11235                                                |
| Calendário islâmico                                                          | 632 – 633                                            |
| Calendário judaico                                                           | 4995 – 4996                                          |
| Calendário persa                                                             | 613 – 614                                            |
| Calendário rúnico                                                            | 1485                                                 |
| Calendário solar tailandês                                                   | 1778                                                 |

1235 (MCCXXXV, na numeração romana) foi um ano comum do século XIII do Calendário Juliano, da Era de Cristo, e a sua letra dominical foi G (52 semanas), teve início numa segunda-feira e terminou também numa segunda-feira.
No reino de Portugal estava em vigor a Era de César que já contava 1273 anos.
| Ano completo                         |
| ------------------------------------ |
| Ano comum com início à segunda-feira |

## Eventos
- Fundado o grande Império do Mali, África Ocidental.
- Casamento do infante D. Afonso, futuro rei D. Afonso III de Portugal com D. Matilde II de Bolonha.

## Nascimentos
- Papa Bonifácio VIII (m. 1303).
- Maomé II — segundo sultão do Reino Nacérida de Granada (m. 1302).

## Mortes
- 5 de Setembro - Henrique I de Brabante (n. 1165), foi conde de Bruxelas de 1179 a 1235, conde de Lovaina, marquês de Antuérpia e duque da Baixa-Lotaríngia de 1190 a 1235.
- 21 de Setembro - André II da Hungria, rei da Hungria (n. 1175).
- David Kimhi (n. 1160).